# Miracles de Sant Vicent Ferrer
Els Miracles de Sant Vicent Ferrer (popularment, milacres) són representacions teatrals infantils al·lusives al sant valencià, fetes als carrers de València, en escenaris artesanals, els altars de Sant Vicent. Aquestes representacions es realitzen durant les festes patronals del sant i són protagonitzades per xiquets i xiquetes.
Els altars començaren ja al segle xv. L'any 1461, Joan Garrigues construí un altar al carrer de la Mar de València, segons Marc Antoni d'Orellana. Segons la tradició, el 1359 sant Vicent Ferrer, xiquet de 9 anys, va fer el miracle de guarir Antoni Garrigues, qui aleshores vivia a la placeta dels Hams, propera al domicili dels Ferrer. Després de la canonització de sant Vicent, Joan Garrigues, fill del susdit Antoni Garrigues, alçà el primer altar amb una imatge del sant i una inscripció. Amb el temps, la devoció al sant es va anar recarregant d'elements ornamentals i els altars es van barroquitzar amb flors, teles vistoses i figures decoratives; així, els actes van adquirir llavors una dimensió social, pública. Sembla que cap a finals del segle xvi, la seua popularitat era ja inqüestionable. Per això, malgrat els intents de la monarquia borbònica per la seua supressió al llarg del segle xviii, els miracles es van consolidar com a propis i genuïns de la ciutat de València. Cal assenyalar també que l'interés tradicional per la figura del sant no només és religiós, ja que també té un evident contingut i significat polític.

## Obres
Llista no exhaustiva
Es poden relacionar, entre d'altres, El miracle de Morella, El Miracle de la Burreta, El mocadoret, Detin-te en l'aire!, El testimoni d'un mut, El fill del salser, El miracle de la mar, La Font Santa i La Creu del terme, i entre els autors que hi han contribuït destaquen Bernat i Baldoví, Peris Celda, Vicent Boix, Fèlix Pizcueta, Eduard Escalante, Constantí Llombart i Alarte Querol.

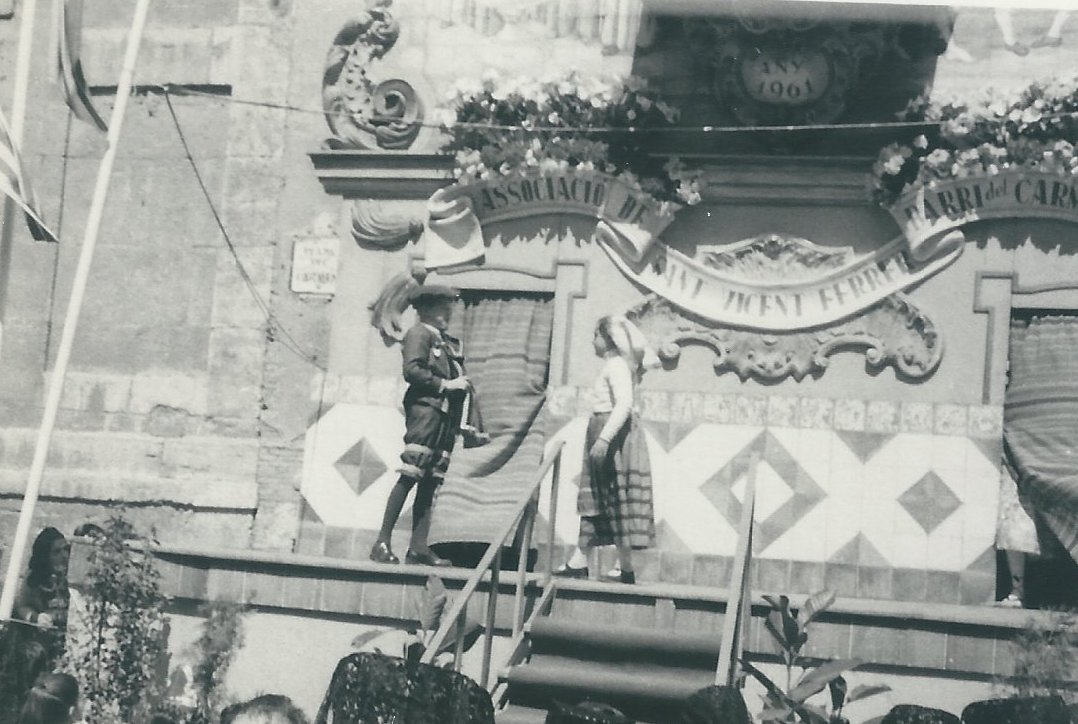
Representació a l'Altar del Carme 1975
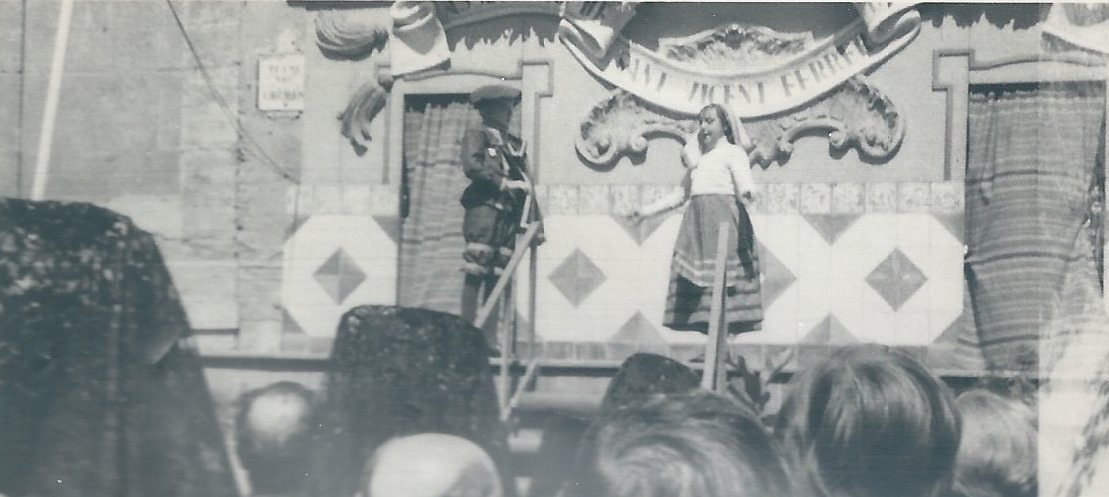
Representació a l'Altar del Carme 1975
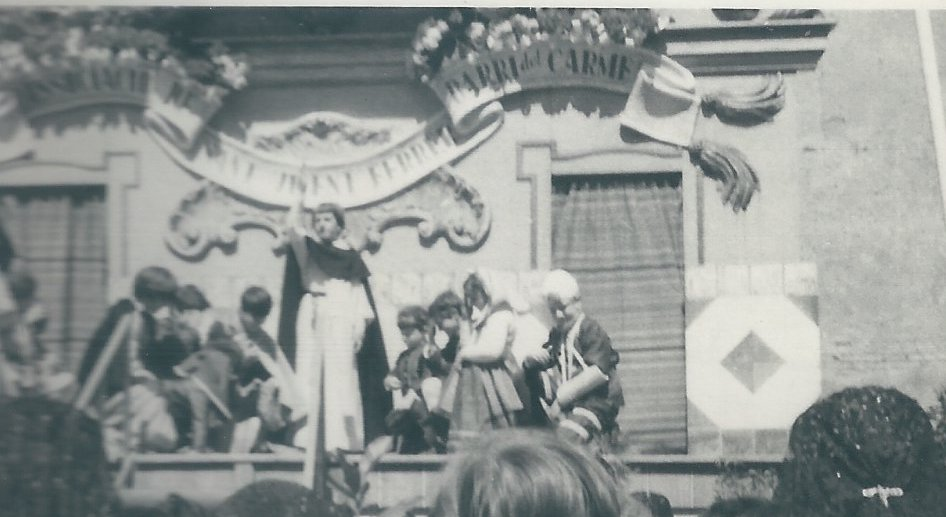
Representació a l'Altar del Carme 1975
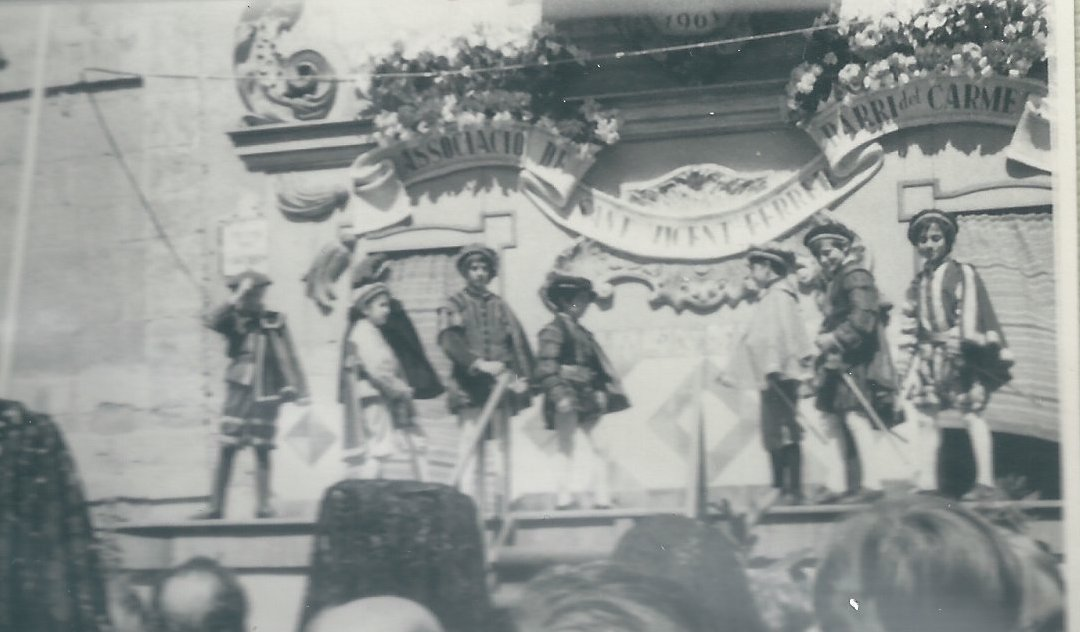
Representació a l'Altar del Carme 1975
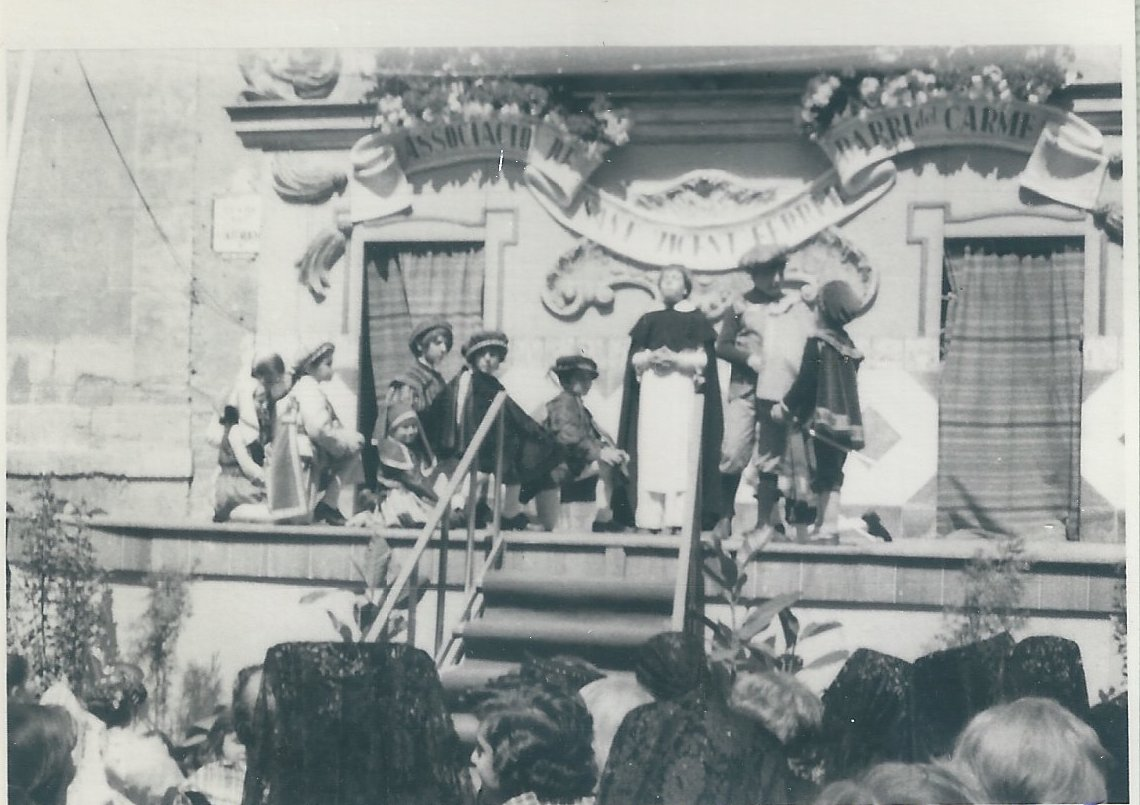
Representació a l'Altar del Carme 1975
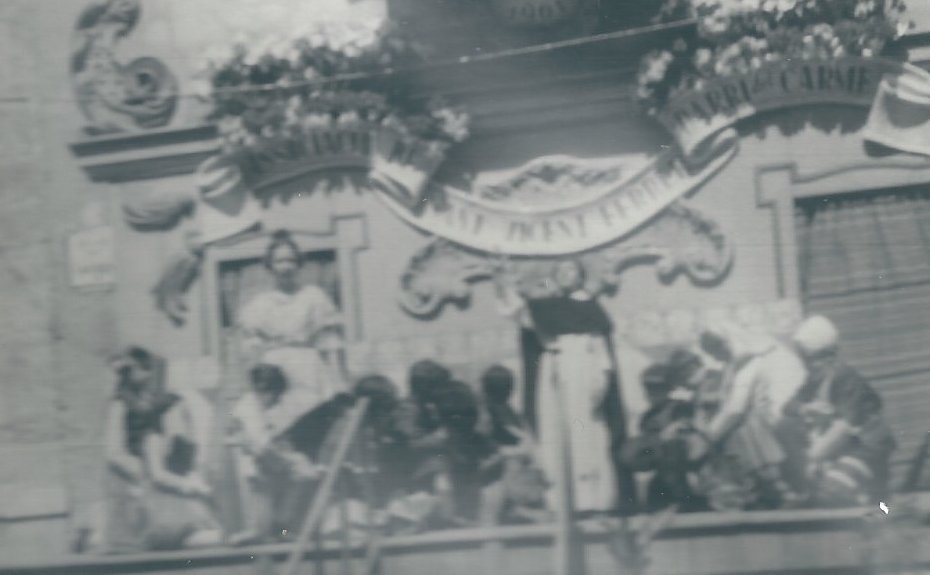
Representació a l'Altar del Carme 1975

Sant Vicent se celebra el dilluns següent al dilluns de Pasqua, però cal dir que hi ha actes festius des del divendres anterior al dia del sant. Els actes principals són representacions teatrals dels miracles en altars situats a l'aire lliure, mentre que les cerimònies religioses es fan a l'interior de les esglésies. A més, es fan processons, sopars de germanor i castells de focs artificials.

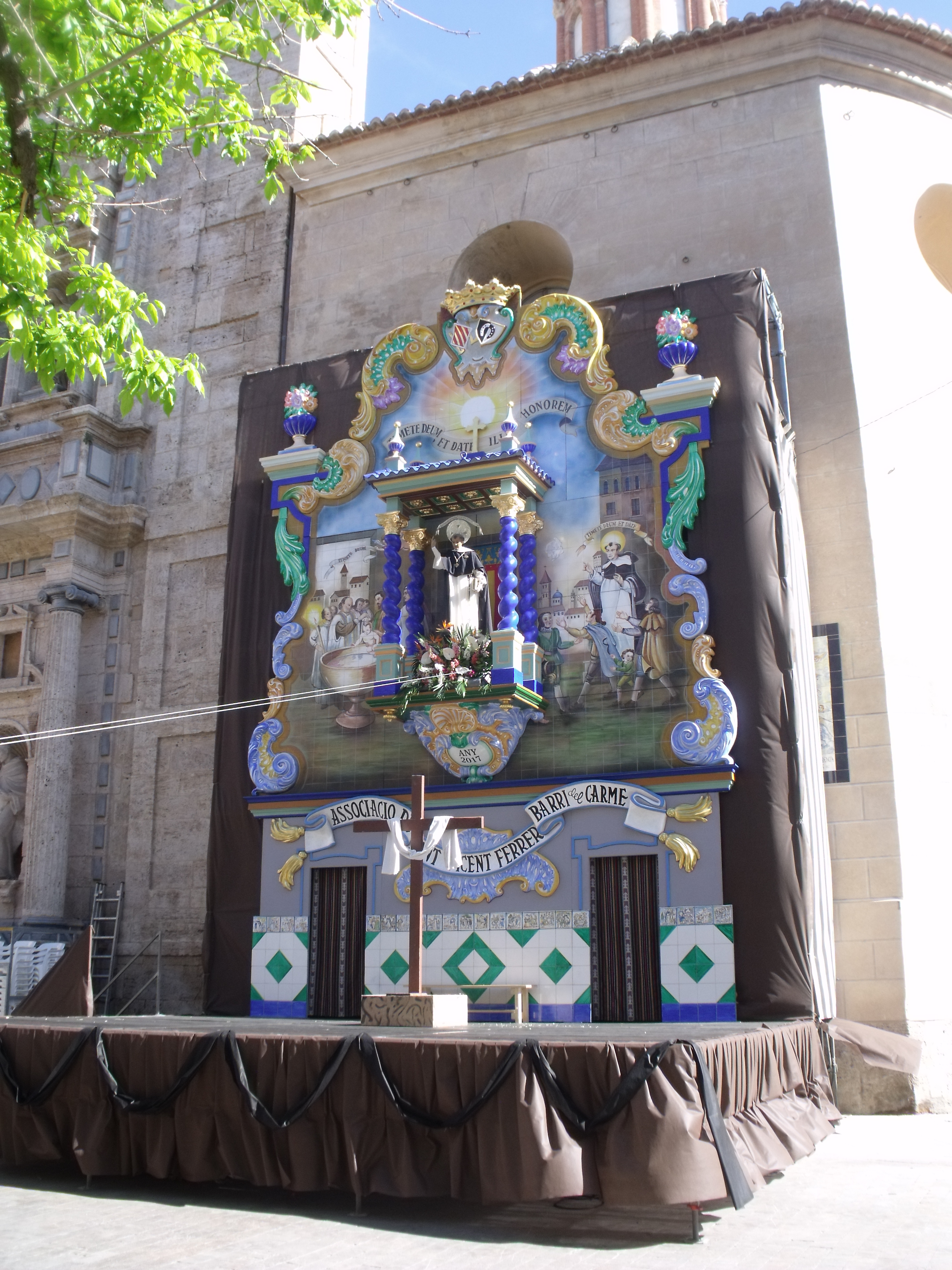
Altar del Carme
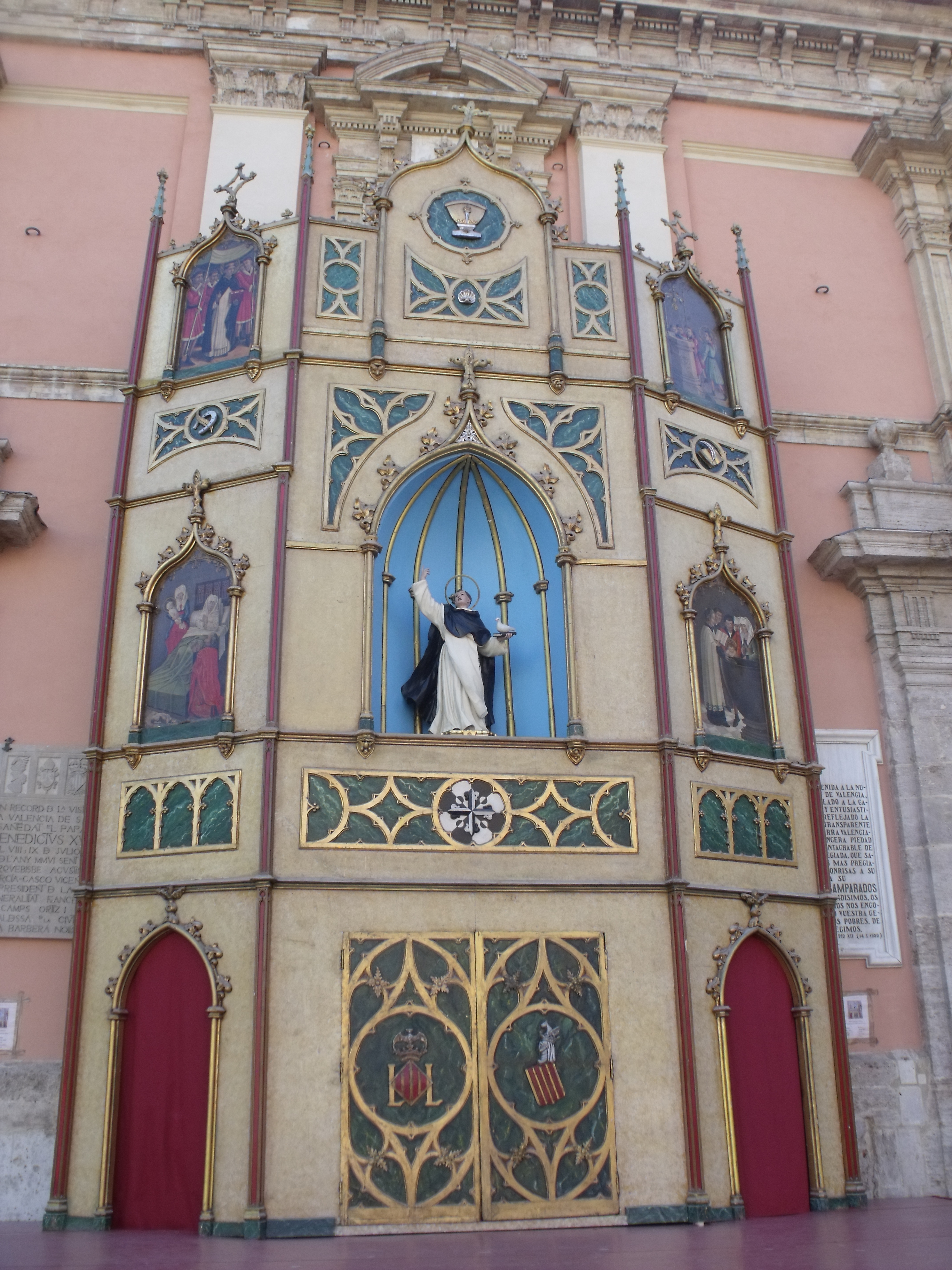
Altar de la Pila baptismal de Sant Vicent Ferrer
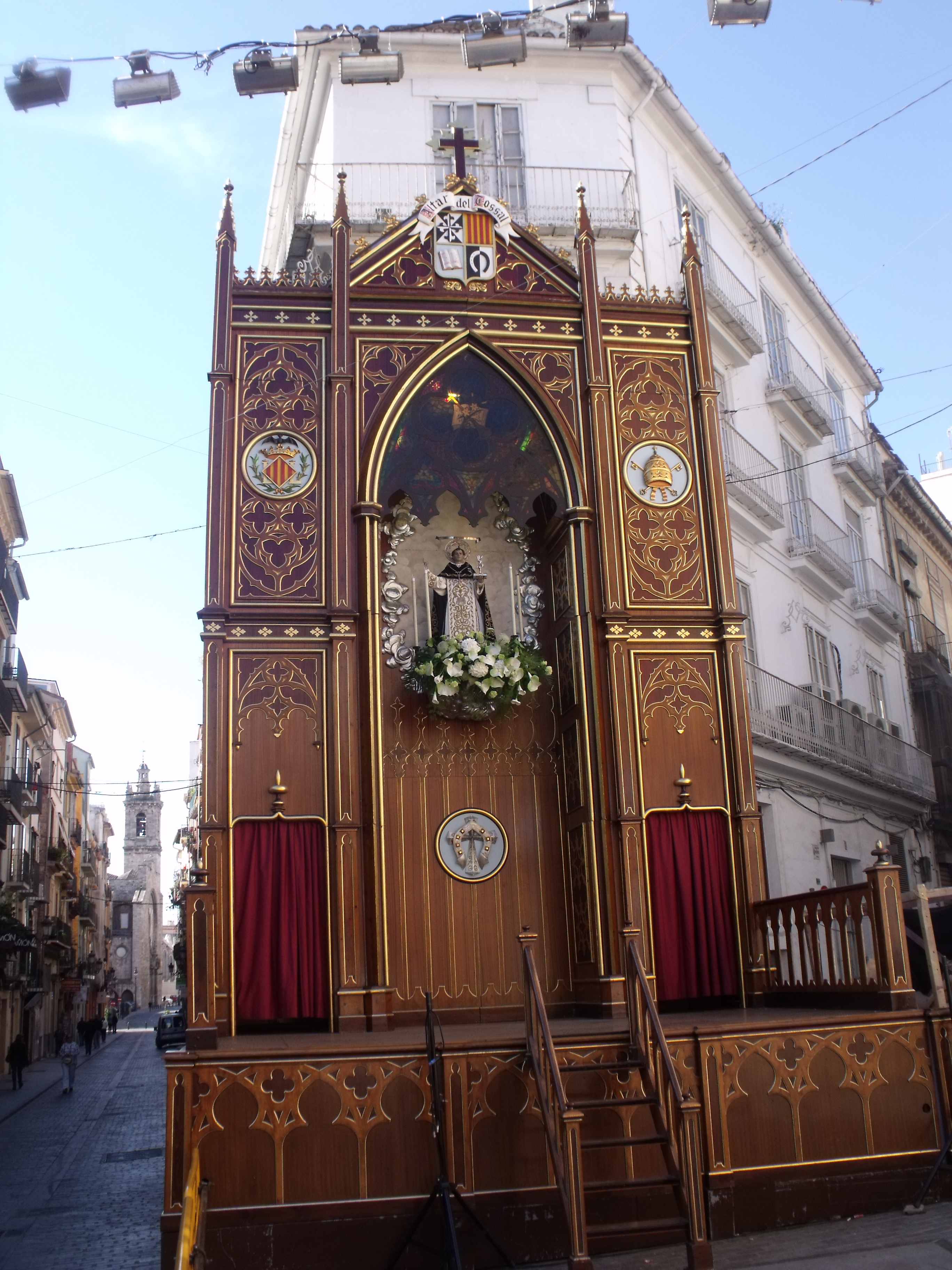
Altar del Tossal
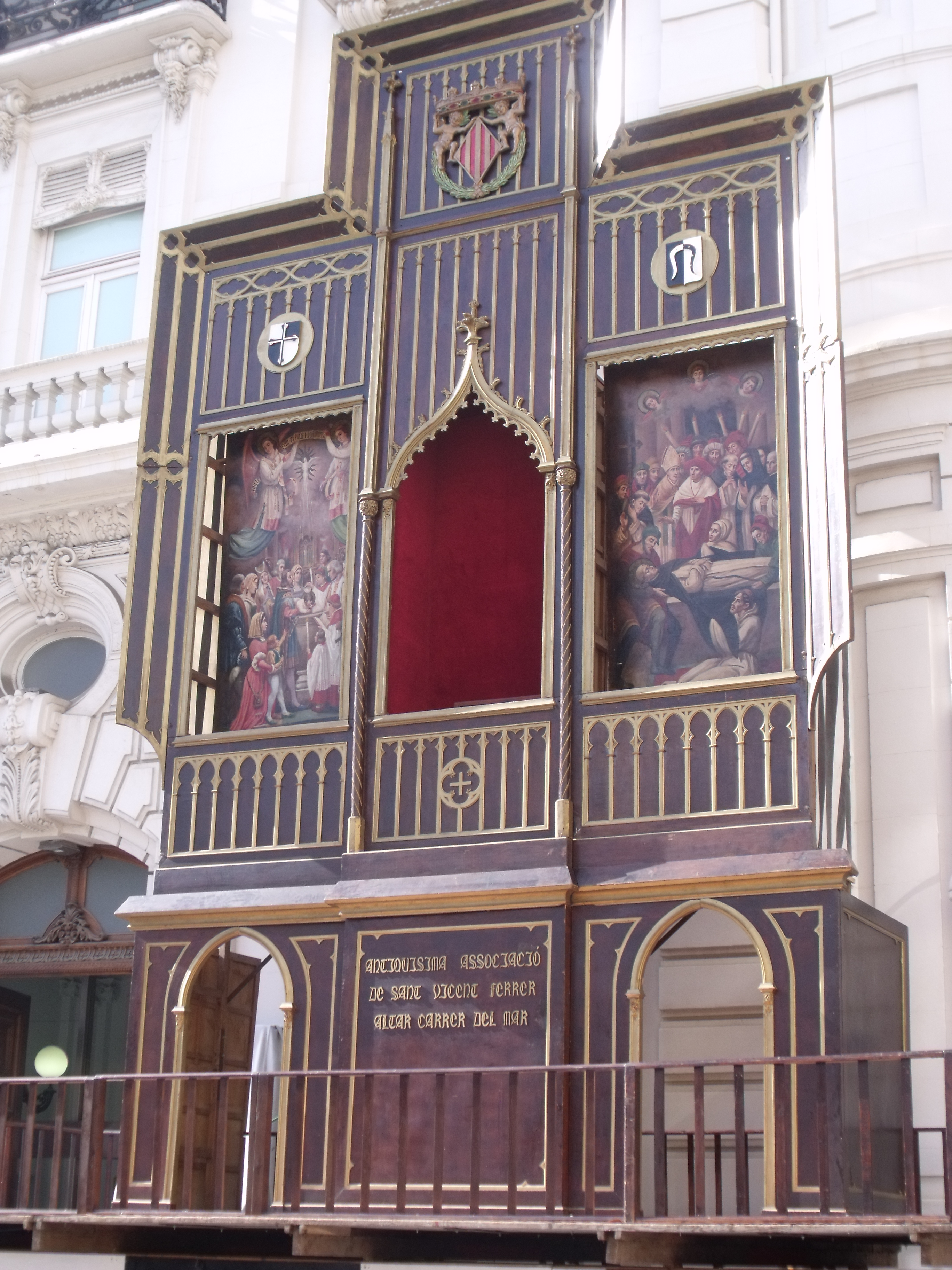
Altar del carrer del Mar
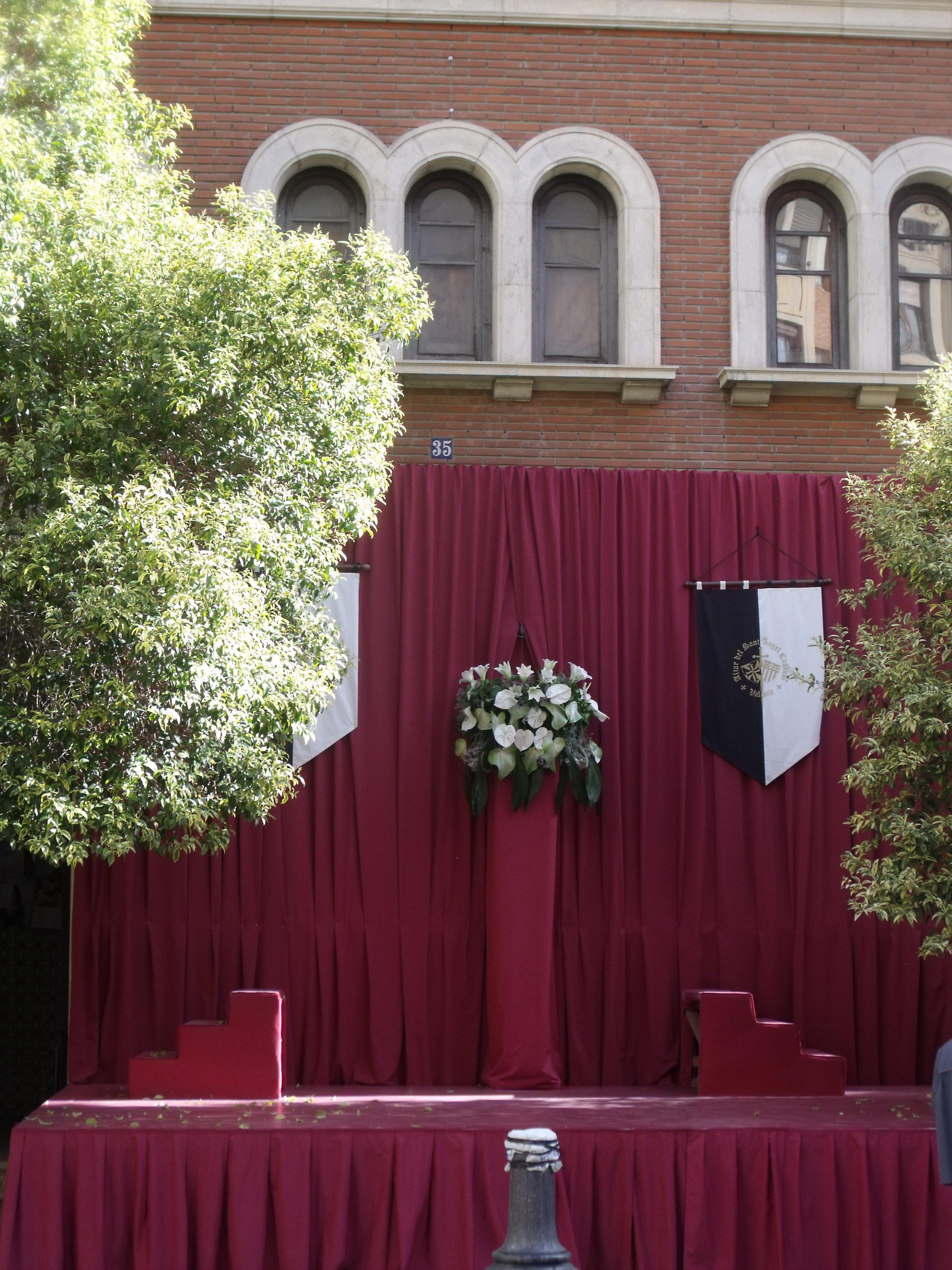
Altar de l'Àngel Custodi
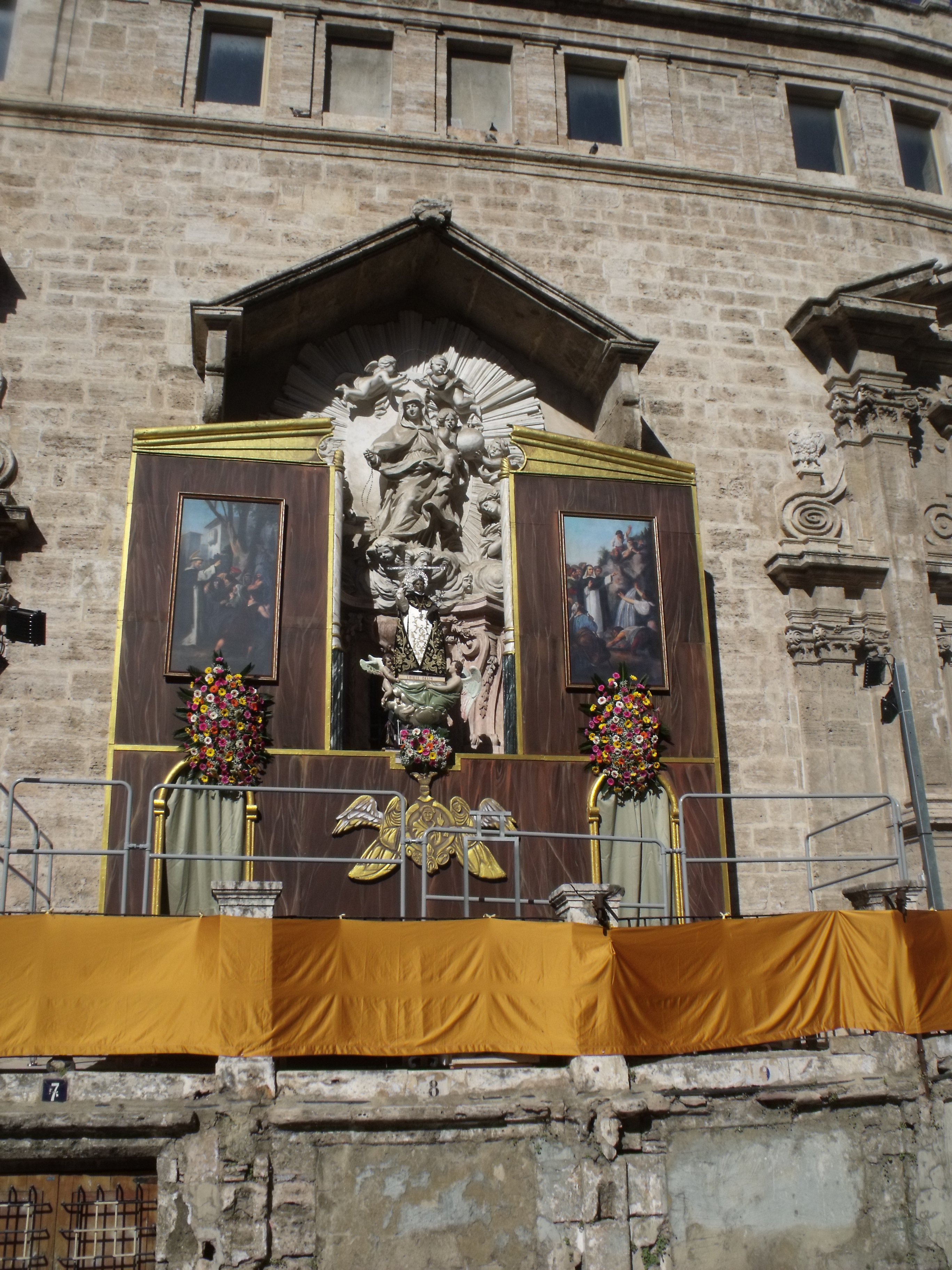
Altar dels Sants Joans